# Liste des maires de Beaucens

## Liste des maires
| Période                                  | Période  | Identité                | Étiquette | Qualité |
| ---------------------------------------- | -------- | ----------------------- | --------- | ------- |
| Les données manquantes sont à compléter. |          |                         |           |         |
|                                          | 1995     | André Ducasa            |           |         |
| mars 1995                                | 2001     | Claude Vielle           |           |         |
| mars 2001                                | 2008     | Monique Arrode          |           |         |
| mars 2008                                | 2008     | Claude Bat              |           |         |
| juin 2008                                | 2020     | Stéphanie Lacoste       |           |         |
| mars 2020                                | en cours | François-Olivier Manson |           |         |

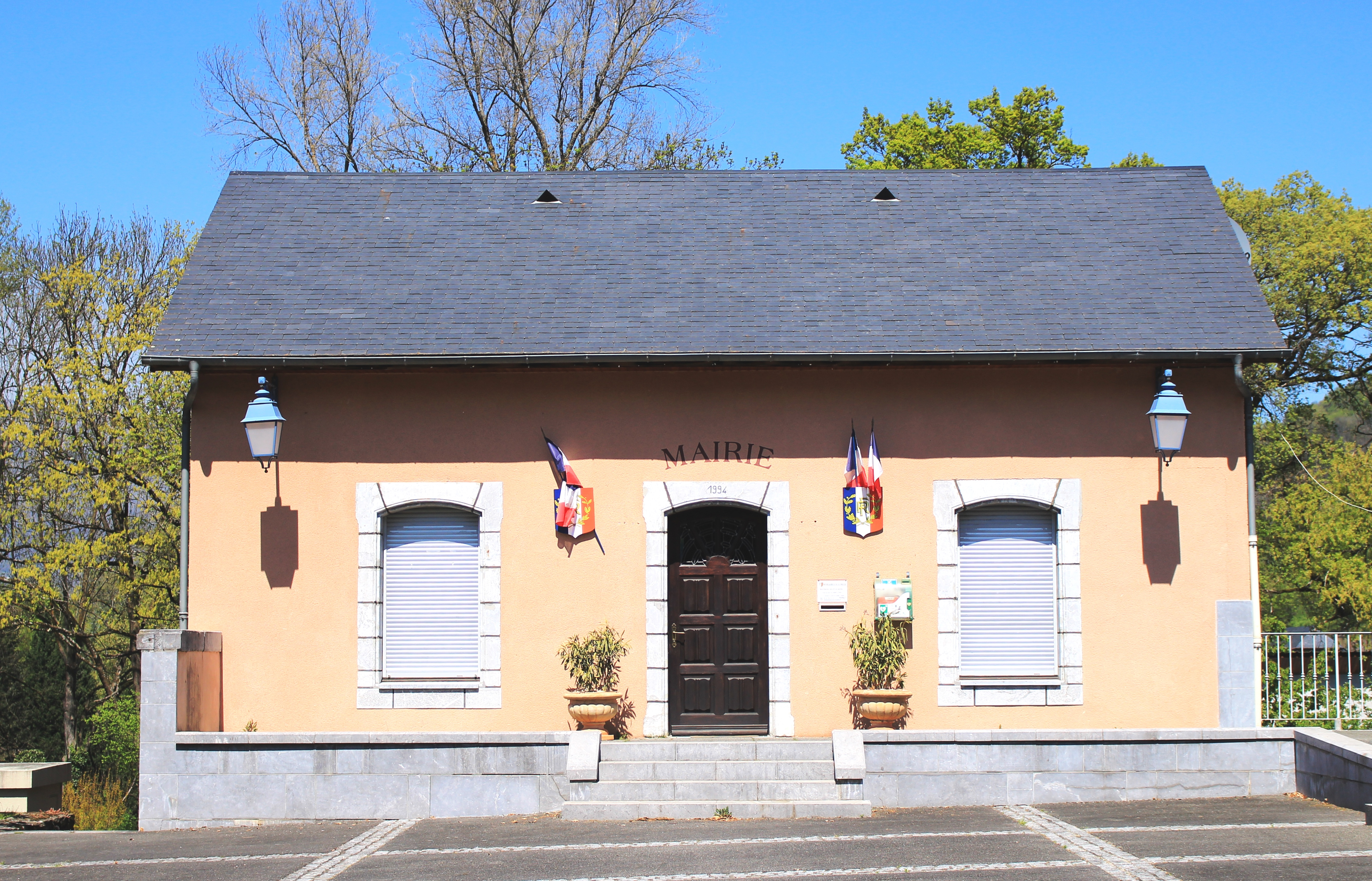
La mairie en 2021.